# 暗礁
暗礁（あんしょう、sunken rock, reef）は、常に水面下にある岩礁である。岩石や珊瑚礁で出来ており、船舶にとっては座礁の恐れがある危険な場所となっている。

## 定義
海図では、潮の干満を基準に岩礁を「水上岩」、「干出岩」、「洗岩」、「暗岩」に区別し、記号や数字で表す。これらは以下のように定義される。このうち暗岩が、一般には暗礁と呼ばれる。
- 水上岩 - 最高水面（略最高高潮面）より上にある岩[2]。満潮時も含め常に水面上に露出している。海図以外では、顕岩、顕礁とも呼ばれる[1]。
- 干出岩 - 最低水面（略最低低潮面）と最高水面との間にある岩[2]。満潮時には水没し、干潮時に水面上に露出する。海図以外では、干出礁とも呼ばれる[1]。
- 洗岩 - 最低水面（略最低低潮面）と同じ高さの岩[2]。干潮時、岩頂が水面とほぼ同じ高さになる。
- 暗岩 - 最低水面（略最低低潮面）より下にある岩。干潮時も含め常に水面下に没している。海図以外では、暗礁とも呼ばれる[1]。

## 領海等
海洋法に関する国際連合条約（国連海洋法条約）第121条では、自然に形成された陸地で、水に囲まれ、高潮時にも水面上にあるものを島と定義し、島に領海・接続水域・排他的経済水域・大陸棚を認めている。ただし、上記の条件を満たしても、人間の居住又は独自の経済的生活を維持することができないものは『岩』と定義され、排他的経済水域や大陸棚を有さない（領海、接続水域は有する）。
この定義によれば、干出岩・洗岩・暗岩は、国連海洋法条約上は島でも岩でもないため、領海、接続水域、排他的経済水域、大陸棚を有さない。ただし、干出岩が低潮高地と認められた場合、干出岩の低潮線を、領海の基線にすることができる。

## 派生
慣用句で、何かが障害となり物事がうまく進行しないことを「暗礁に乗り上げる」という。